# Peperomia nizaitoensis
Peperomia nizaitoensis är en pepparväxtart som beskrevs av C. Dc.. Peperomia nizaitoensis ingår i släktet peperomior, och familjen pepparväxter. Inga underarter finns listade i Catalogue of Life.